# Octavio Hinojosa
Octavio Hinojosa (Monterrey, Nuevo León, 7 de octubre de 1981) es actor y presentador de televisión mexicano. Ha trabajado en diferentes producciones para las cadenas FOX, TV Azteca, Televisa y Univision.

## Biografía y carrera
Inició su carrera en Los Ángeles, California cuando Chuck Saflter, presidente de programación en FX, le ofreció la conducción del programa de entrevista Life After Film School donde charlaba con personajes influyentes de Hollywood sobre los inicios de sus carreras.
Al terminar su contrato regresó a México, donde se integró a las filas de TV Azteca.
Sus primeros años en la televisora trabajó como guionista de telenovelas y unitarios entre los que destacan Mujer Comprada, Vidas Robadas, Quiéreme Tonto y A Cada Quien Su Santo.
Posteriormente, se unió como conductor al programa de espectáculos Farándula 40 con Horacio Villalobos y al programa Celebrity Al Descubierto de Az Clic, donde junto con Shanik Aspe, revelaban los secretos de los famosos.
Su trabajo como actor de televisión incluye participaciones en las series La fiscal de hierro de TV Azteca, La piloto de Univision, Su nombre era Dolores, Entre correr y vivir, Lo que callamos las mujeres, y A cada quien su santo. En el cine tiene crédito en la película mexicana En donde chocan las olas del director Abraham Miranda.

## Filmografía

### Como presentador
- Farándula 40
- Celebrity Al Descubierto
- Especial de Telenovela: La Mujer de Judas

### Como actor

#### Cine
- En donde chocan las olas (2013)
- Juega Conmigo (2021)
- Saw X  (2023)

#### Televisión
- Lo que callamos las mujeres (2001)
- Entre correr y vivir (2016)
- La fiscal de hierro (2017)
- La piloto (2017)
- Su nombre era Dolores (2017)
- La hija pródiga (2017)
- Sobreviví (2018)
- Por la máscara (2018)
- Narcos: México (2020)
- Cómo sobrevivir soltero (2020-2023)[4][5]
- Entre paredes (2025)[6]

#### Teatro
- This is our youth (Warren)
- A view from the Bridge (Rodolpho)